# 5-F-DET
5-F-DET是一种有机化合物，化学式为C14H19FN2。它被认作是一种5-HT2A受体的激动剂。它可由甲磺酸-5-氟吲哚-3-乙酯和二乙胺反应制得。